# Stolnica v Modeni

Stolnica v Modeni (italijansko  Cattedrale Metropolitana di Santa Maria Assunta e San Geminiano – Metropolitanska stolnica svete Marije Vnebovzete in svetega Geminijana oziroma Duomo di Modena) je katoliška stolnica v Modeni v Italiji, ki je posvečena Marijinemu vnebovzetju in svetemu Geminijanu iz Modene. Nekdanji sedež škofije, kasneje nadškofije Modene, je od leta 1986 arhiepiskopski sedež nadškofije Modena - Nonantola. Posvečena je bila leta 1184 in je pomembna romanska zgradba v Evropi, ki je na seznamu Unescove svetovne dediščine.

## Zgodovina
V 5. stoletju sta tu stali dve cerkvi: odkritje groba svetega Geminijana, zaščitnika Modene, je povzročilo njuno uničenje in leta 1099 so začeli graditi to stolnico. Smernice je izdelal arhitekt Lanfranco, a o njem ne vemo veliko. Ostanki svetnika so še vedno razstavljeni v kripti stolnice. Današnjo stolnico je posvetil papež Lucij III. 12. julija 1184. 

## Olepšava
Po Lanfrancovem načrtu so stolnico okrasili Anselmo iz Campioneja in njegovi dediči, "campionejski mojstri". Sedanje pročelje zato kaže različne sloge. Veličastno rozeto je dodal Anselmo v 13. stoletju, medtem ko sta dva leva, ki podpirata vhodne stebre, iz rimskega obdobja. Verjetno sta bila odkrita med kopanjem temeljev.

## Fasada
Na pročelju so izjemni reliefi, ki jih je naredil Wiligelmus, Lanfrancov sodobnik. Med njimi so portreti prerokov in patriarhov, predvsem pa biblijske zgodbe, mojstrovine romanskega kiparstva. Posebej so cenjeni čudoviti dosežki pri reliefu Adama in Eve, izvirnega greha in zgodbi o Noetu.
Prav tako so pomembna stranska vrata na Velikem trgu (Piazza Grande), Kraljeva vrata (Porta Regia), tudi delo campionejskih mojstrov, in manjša Prinčeva vrata (Porta dei Principi), okrašena z reliefom, ki prikazuje življenje svetega Geminijana, delo Wiligelmusovega učenca. Na severni strani so Vrata ribje tržnice (Porta della Pescheria) z reliefi, ki prikazujejo mesce v letu (na vratih) in prizore iz bretonskega cikla legend o kralju Arturju (v luneti). 

## Notranjost
Notranjost je razdeljena na tri ladje. Med glavno ladjo in kripto je marmorni parapet Anselma iz Campioneja, ki prikazuje Kristusov pasijon z zadnjo večerjo. Arrigo iz Campioneja je izdelal prižnico, okrašeno z majhnimi terakotnimi kipi. Pomembno je tudi leseno Križanje iz 14. stoletja.
V stolnici so tudi jaslice dveh velikih modenskih umetnikov: Antonia Begarellija (1527) v kripti, Guida Mazzonija (1480), znane tudi kot Madonna della Pappa.
Poleg cerkve stoji zvonik Ghirlandina.
V stolnici je bil pogreb slavnega tenorista  Luciana Pavarottija, rojenega v Modeni.

## Vrata ribje tržnice
Severni portal stolnice, ki je znan kot Porta della Pescheria, ima izjemno posvetne prizore v visokem reliefu na marmornem arhivoltu in prekladi. Rezbarije na arhivoltu so pomembne zaradi upodobitve zelo zgodnje Arturjeve legende  in jih pripisujejo t. i. "Arturjevemu mojstru" iz okoli leta 1120–1140.
Gravure v prekladi prikazujejo križ, ptice, živali in človeka, ki jezdi hipokamp (mitološko bitje – zgornji del konja, spodnji del ribe). Gravure arhivolta, v Arturjevih krogih imenovane modenski arhivolt, imajo napise, ki ponazarjajo figure kot Arturjeve značilnosti in so postavljeni v prizore, ki imajo različne pomene v Arturjevi literaturi. Morda je to najstarejša monumentalna skulptura, ki prikazuje legendo o kralju Arturju. Kipar so poimenovali "Arturjev mojster". Kritiki so zapisali, da je njegov navdih zasenčil njegovo spretnost, da zvesto zajame realistične podrobnosti v arhitekturi in obleki. O času nastanka in umetnikovem viru se je veliko razpravljalo. Roger Sherman Loomis je trdil, da niso mogle nastati na začetku 12. stoletja, saj je to desetletje prej, kot so bile napisane prve Arturjeve legende na celini. Nekateri dokazi pa nakazujejo obdobje, ki ni pred letom 1120; v kasnejšem delu Jacquesa Stiennona in Rite Lejeune je predlagan nastanek med 1120 in 1140.
V središču slike je grad z dvema stolpoma, v vsakem sta dve figuri, označeni kot Mardoc (Mardok) in Winlogee (tj. Guinevra). Levi stolp brani človek z buzdovanom z imenom Burmaltus, ki se spet nanaša na Artusa de Bretania (kralja Arturja), Isdernus (verjetno Yder) in drugi neimenovani vitezi pa ga napadajo s sulicami. Na drugi strani se vitez Carrado dvobojuje z Galvaginom (verjetno Gavain), medtem ko Che (sir Kay) in Galvariun (morda Galešin) pristopata s svojima sulicama na ramenih. Mnogi  trdijo, da je prikazana scena ugrabitve Guinevre, ki jo bo rešil eden od vitezov (ali celo kralj).
- Notranjost
- Kripta
- Apsida
- Glavna vrata
- Detajl prižnice
- Detajl sarkofaga

## Ghirlandina
Stolp Ghirlandina je samostoječ gotski zvonik stolnice v Modeni (1224–1319), ki se tako imenuje zaradi bronaste girlande, ki obkroža vrh. Visok je 86,12 metra. Ker je viden z vseh strani mesta, je postal simbol Modene.
Graditi so ga začeli kot stolp svetega Geminijana (Torre di San Geminiano) leta 1179 in je imel pet nadstropij. Ker so tekmovali z bolonjskimi stolpi, so mu občinske oblasti dodale značilno osmerokotno kapo. Oblikoval jo je Arrigo iz Campioneja, ki se je ukvarjal z obnovo stolnice od 13. do 15. stoletja. Vrh stolpa je okrašen z dvema girlandama (dvema marmornima ograjama), po katerih je stolp dobil ime.
V notranjosti je Sala della Secchia (soba s freskami iz 15. stoletja), v kateri je kopija upodobitve iz pesnitve La secchia rapita, spomin na čase, ko so stolp uporabljali kot zakladnico občine Modena. Znameniti so tudi kapiteli stebrov v sobi Torresani v petem nadstropju.